# 토비아스 팔라시오
토비아스 에마누엘 팔라시오 카르도소(스페인어: Tobías Emanuel Palacio Cardozo, 2006년 11월 11일~)는 아르헨티나의 축구 선수로 포지션은 수비수이다. 현재 아르헨티노스 주니어스와 아르헨티나 청소년 대표팀 소속으 활동하고 있다.

## 어린 시절
아르헨티나 부에노스아이레스주에서 태어난 그는 2015년에 9살의 나이로 아르헨티노스 주니어스에서 선수 생활을 시작했다.

## 구단 경력
2024년 1월 28일, 리버 플레이트와의 경기에서 프로 데뷔를 했다.

## 국가대표팀 경력
2023년에 CONMEBOL U-17 축구 선수권 대회와 FIFA U-17 월드컵에 참가했다.